# Dov Seltzer
Dov (Dubi) Seltzer (în ebraică: דב (דובי) זלצר), născut în 1932 la Iași) este un compozitor și dirijor israelian, evreu originar din România, laureat al Premiului de stat al Israelului (Premiul Israel).

## Biografie
Dov (Dubi) Seltzer s-a născut ca Bernard Seltzer (Dov este numele ebraic corespunzând lui Bernard, iar Dubi este diminutivul ebraic al numelui Dov) s-a născut în anul 1932 la Iași în Moldova, România, și la scurt timp după aceea familia sa s-a mutat la București. S-a evidențiat prin talent muzical din copilărie. La 5 ani a început să învețe să cânte la pian, iar la 9-15 ani  a învățat deja teoria muzicii și armonia cu compozitorii Alfred Mendelsohn și Mihail Jora.  
La vârsta de 15 ani, în 1947 el a emigrat cu fratele său Haim în Palestina, (aflată atunci încă sub mandat britanic), sub auspiciile organizației sioniste „Aliyat Hanoar” (Emigrația tineretului). Vaporul cu imigranți „ilegali” a fost interceptat de o navă britanică, iar toți pasagerii au fost închiși într-o tabără de arest în Cipru. În tabără Bernard Seltzer și-a ebraizat numele propriu în Dov. Între timp, o comedie muzicală pe care a compus-o la 14 ani înainte de plecare, „Țara pentru cei neadulți” s-a jucat în România încă doi ani pe scena Teatrului profesional de copii din București. Ulterior Seltzer a putut intra în Israel, unde a învățat mai întâi în kibuțul Beit Zera, iar apoi a terminat studiile liceale în kibuțul  Mishmar haEmek. A luat și lecții de muzică și pian cu compozitorii Frank Peleg și Mordehai Seter. La recomandarea lui Frank Peleg, el a primit o bursă pentru a putea continua studiile la Liceul de muzică din Haifa (1948-1950), și apoi la cel din Tel Aviv. 
La 18 ani Seltzer a fost recrutat în armata israeliană și s-a numărat printre fondatorii Lehakat haNahal - Ansamblul de muzică și divertisment al forțelor Nahal (Tineretul agricultor militar) și compozitorul oficial al acestui ansamblu.
Cântecele pe care le-a scris pentru Ansamblul Nahal și sutele de cântece care le-au urmat, în genul „cântecului ebraic” (haZemer haIvri) de muzică ușoară și al musicalului - au devenit binecunoscute de multe generații ale publicului israelian și au intrat în repertoriul standard al canalelor de radio și televiziune din Israel. 
În timpul serviciului militar, Seltzer a primit o bursă specială pentru a putea continua studii superioare de compoziție, armonie și contrapunct cu compozitorii Herbert Bruen, Mordechai Seter (1950-1953) și Hevel (Abel) Ehrlich (1953-1955). După eliberarea din armată, a continuat studiile la Colegiul Mannes de muzică din  Statele Unite și apoi la Universitatea de stat din New York, unde a luat licența B.Sc. în muzică , în compoziție precum și arta dirijatului.
Între profesorii săi s-au numărat Felix Salzer, Carl Bamberger, Roy Travis, Noah Sokolof și Robert Starer.

## Cariera muzicală
După întoarcerea în Israel, Seltzer a început o carieră muzicală activă, compunând mai ales muzică ușoară și pentru filme și teatru muzical.
Seltzer a compus banda sonora pentru peste patruzeci de filme artistice de lung metraj israeliene, americane, italiene, germane și franceze. 
De asemenea el este autorul unor lucrări simfonice care au fost comandate și interpretate de Filarmonica Israeliană din Tel Aviv și Orchestra simfonică din Ierusalim. El a dirijat ambele orchestre la premiera acestor lucrări, fiind cel dintâi compozitor israelian care a fost onorat în acest fel. 
Lucrări de muzică cultă pe care le-a compus au fost interpretate și de Filarmonica din New York, orchestra Queens Symphony,  și Orchestra Britanică de Cameră, fiind dirijate or executate de artiști ca Zubin Mehta, Kurt Masur, Yehudi Menuhin și Itzhak Perlman.

## Premii și distincții
Seltzer a primit de 12 ori premiul Kinor David (1968, 1970, etc) ca cel mai bun compozitor de muzică de film și scenă al anului
- 1967 Musicalul  Utz Li Gutz Li  pe text de Avraham Shlonsky după basmul Fraților Grimm, Rumpelstilzchen - a primit Premiul orașului Tel Aviv pentru cel mai bun musical al anului
- 1968 - Versiunea pentru teatru a musicalului Kazablan pe text de Igal Mosinson, a primit Premiul orașului Tel Aviv pentru cel mai bun musical al anului
- 1971 - Filmul documentar „Yadaim” (Mâini) - premiul Ministerului Industriei și Comerțului pentru cea mai bună bandă sonoră
- 1973 - Filmul I Love You Rosa în regia lui Moshé Mizrahi, muzica de Dov Seltzer, a fost selectat drept candidat la Premiul Oscar la categoria filmului strain, si a reprezentat Israelul la Festivalul de la Cannes, unde banda sonoră a fost apreciată de juriu
- 1974 - Principalul cântec din filmul muzical  Kazablan a fost selectat drept candidat la Premiul Globul de Aur
- 1985 - Premiul Itzik Manger pentru contributia la muzica și cultura evreiască în limba idiș
- 1989 - Premiul Casei Șalom Aleihem  pentru contribuție și creativitate în domeniul culturii evreiești
- 2000 - Premiul Primului Ministru pentru compozitori israelieni, pentru lucrarea sa Elegie pentru Itzhak
- 2006 - Premiul Ministerului Culturii, al Științei și al Sportului pentru întreaga sa activitate pe viata în domeniul muzicii și cântecului israelian
- 2009 - Premiul de stat al Israelului - Premiul Israel pentru contribuția de viață la diverse genuri ale muzicii israeliene - incluzând cântece, musicaluri, muzică de filme și muzică simfonică
- 2014 -Premiul Ofir pentru activitatea sa de viață în teatrul israelian

## Musicaluri
(selecție)
- Meghila - după Cântecele Meghilei de Itzik Manger, a avut 450 spectacole în Israel, ulterior a fost pusă în scenă și pe Broadway și a avut trei versiuni cinematografice
- Kazablan  - musicalul cel mai de succes în istoria teatrului israelian, o versiune cinema a fost selectată pentru a candida la Globul de aur
- I Like Mike - musical jucat în premieră la Sala Alhambra din Tel Aviv, a fost jucat timp de un an
- To Live Another Summer s-a jucat la teatrul Helen Hayes de pe Broadway
- Comme la neige en été  – s-a jucat la Théatre des Variétés din Paris.
- Utz Li Gutz Li musical pentru copii, versiune în versuri de Avraham Shlonsky la basmul „Rumpelstilzchen” de Frații Grimm, a cunoscut peste 1500 reprezentații în 8 producții diferite pe parcursul a 30 de ani
- Humeș Lider  (Cântecele Bibliei) – musical în ebraică și în idiș, bazat pe ciclul poetic cu acelaș nume de Itzik Manger, după povestirile din Pentateuh (4 producții diferite)

## Muzică de film
(selecție)
- 1972 - Escape to the Sun - film în regia lui Menachem Golan cu actorul Laurence Harvey.
- Entebbe: Operation Thunderbolt – producție Golan Globus
- The Assisi Underground – cu actorii Ben Cross și Maximilian Schell, film italian și miniserial de televiziune italian, după cartea lui Alexander Ramati
- The Ambassador– în regia lui J. Lee Thompson , cu actorii Robert Mitchum and Rock Hudson
- 1987 - Buba – film care a luat premiul I la  Festivalul de film de la Rio de Janeiro (1987) (thriller).
- Moses the Lawgiver – serial și film de televiziune italo-britanic , cu Burt Lancaster
- Kazablan – film muzical israelian bazat pe musicalul din (1967).
- I Love You Rosa – în regia lui Moshe Mizrahi, nominalizat pentru Oscar - filme străine
- Ramat Aviv Gimel – muzica și cântecul din titlu din serialul israelian de televiziune

## Muzică cultă
- Stempeniu - poem dramatic pentru actor/povestitor, vioară solo și orchestră simfonică, după povestirea lui Șalom Alehem - comandat si interpretat in premieră de Filarmonica Israeliană din Tel Aviv, sub bagheta lui Zubin Mehta
- Rapsodie hasidică - pentru vioară ți orchestra de cameră largită, a fost comandată si interpretata de Yehudi Menuhin, la Londra, cu British Chamber Orchestra sub bagheta compozitorului
- Sulul acesta (This Scroll) -   odă Declarației de Independență  a Israelului, pentru bariton solo, cor mixt și orchestră simfonică, lucrare compusa in cinstea aniversarii centenarului lui David Ben Gurion, premiera -interpretată de Orchestra Simfonică din Haifa condusa de Stanley Sperber, bariton solo - Yoram Gaon
- Aurul Tăciunilor (The Gold of Ashes) - poem simfonic pentru mezosoprană, cor de copii și orchestră simfonica, compus cu ocazia aniversarii a 500 ani de la expulzarea evreilor din Spania - interpretat în premieră de Orchestra Simfonică din Ierusalim condusă de compozitor
- Poezia si proorocia din Biblie  - suită simfonică cu povestitori citind texte din Biblie, - Facerea, Izgonirea din rai, Lângă Rîul Babilonului, Viziunea lui Isaia, și Cântarea Cântărilor - a fost înregistrată de Orchestra Simfonică din Viena cu Theodore Bikel ca povestitor și sub bagheta lui Dov Seltzer
- Tradiție (Tradition) - Nouă vechi cântece evreiești, aranjate pentru vioară și orchestră simfonică - înregistrată pe discul cu acelaș nume de către violonistul Itzhak Perlman și Filarmonica israeliană condusă de  Zubin Mehta
- Elegie pentru Itzhak - recviem în memoria lui Itzhak Rabin, interpretat în premieră în aprilie 1998 la Tel Aviv de către Orchestra Filarmonică Israeliană. Corul Noii Opere Israeliene, Corul de copii Ankor și patru soliști, sub bagheta lui Zubin Mehta, la deschiderea festivităților aniversări a 50 de ani de independență a Israelului , reluat de Filarmonica din New York sub conducerea lui Kurt Masur la Festivalul de la Centrul Lincoln din New York și de Orchestra și corul Santa Cecilia din Roma conduse de Lorin Maazel
- Seara Vieții - ciclu de patru cântece pe versuri de Avraham Sutzkever, pentru orchestră simfonică și soprană solo, premiera în octombrie 2007,  cu Filarmonica Israeliană condusă de Zubin Mehta
- Esmeralda   - operă după romanul lui Victor Hugo, Cocoșatul din Notre Dame, libret de scriitorul francez Jacques Rampal